# Città media
La città media è una particolare categoria di città la cui definizione può variare a seconda del contesto territoriale e urbanistico, da Paese a Paese in base all'ente o organismo, di livello nazionale, comunitario o internazionale, pubblico o privato, che affronta il tema e agli scopi che si prefigge. 
In Italia una prima classificazione di “città media” individua i Comuni con una popolazione superiore a 20 000 abitanti, non rientranti nella categoria delle città metropolitane, che siano poli urbani, specializzati nel settore secondario o terziario, o che abbiano lo status amministrativo di capoluogo di provincia.
Le motivazioni che rendono sempre più rilevanti e significative le città di medie dimensioni sono molteplici. 
Da un lato, prende piede l'idea che tali realtà siano dei centri in cui si concentra una maggiore qualità della vita e che possano pertanto svolgere un importante ruolo di “decompressione” delle criticità che spesso affliggono le città di più grandi dimensioni. 
Così ne Il Libro bianco sul governo delle città italiane del Consiglio italiano per le Scienze Sociali:
(Il Libro bianco sul governo delle città italiane)
Altre motivazioni che si fanno avanti vanno ricercate nella volontà di addivenire a dei criteri per ripartire delle risorse di tipo economico o anche per fornire un utile substrato di conoscenze da utilizzare per la pianificazione e la definizione di politiche di sviluppo.
Così, il documento di indirizzo Metodi e obiettivi per un uso efficace dei fondi comunitari 2014-2020, in cui viene riconosciuta l'opzione strategica “città”, esplicita che per migliorare l'impiego di tali fondi sia necessario:
(Metodi e obiettivi per un uso efficace dei fondi comunitari 2014-2020)
Nel rapporto Metodi e contenuti sulle priorità in tema di Agenda Urbana del CIPU, il Comitato Interministeriale per le Politiche Urbane, dando seguito ai documenti di derivazione europea e governativa:
(Comitato interministeriale per le politiche urbane,Metodi e contenuti sulle priorità in tema di Agenda Urbana)

## Per una definizione di città di medie dimensioni

### Uno studio comparato dell'ESPON[5]
Come si evince dall'analisi condotta dal Centro Documentazione e Studi Comuni Italiani ANCI-IFEL, pubblicata nel documento “L'Italia delle città medie”, non esiste una definizione unica di “città media”: essa infatti può variare a seconda del contesto territoriale e urbanistico, da paese a paese, in base all'ente o organismo, di livello nazionale, comunitario o internazionale, pubblico o privato, che affronta il tema e agli scopi che si prefigge. 
Ad evidenziare l'eterogeneità delle definizioni esistenti, lo studio del Centro Documentazione cita i risultati di un progetto di ricerca su “Il ruolo delle città di piccole e medie dimensioni” nei paesi europei, pubblicato nel 2006 dall'ESPON. 
In tale ricerca si fornisce una panoramica dei parametri e metodi utilizzati nei diversi paesi europei per identificare le città di medie e piccole dimensioni.
In generale, i ricercatori sono giunti a concludere che le città sono state classificate secondo dei criteri gerarchico-dimensionali o di tipo funzionale.
In molti paesi, infatti, la definizione viene fatta dipendere dall'appartenenza della popolazione cittadina entro un certo limite numerico. Tale criterio quantitativo è fortemente variabile nei vari paesi, in quanto dipende dalle caratteristiche generali del sistema urbano nazionale, come anche dalla dimensione delle aree urbane più grandi, dal numero di centri secondari e dalla distanza tra loro, in una parola dal contesto territoriale in cui sono ubicate.
Per quanto riguarda i criteri di tipo qualitativo essi si focalizzano sul fatto che le città sono anche i luoghi in cui sono svolte una moltitudine di funzioni, di tipo economico, culturale, politico, amministrativo e finanziario, che le rendono più o meno importanti per il resto del territorio. Analizzando le medie città da questo punto di vista esse sono catalogate come centri funzionali intermedi.

### Criteri quantitativi
Anche il Centro Documentazione suddivide i principali metodi di classificazione trovati in quantitativi e qualitativi.
Iniziando dai primi, nello studio “Creative-based Strategies in Small and Medium-sized Cities: Guidelines for Local Authorities” del Centro di ricerca portoghese INTELI - Inteligencia em Inovação - Centro de Inovação, che analizza la crescente importanza, nell'attuale era della conoscenza, dell'innovazione e della creatività, delle regioni e delle città per la competitività territoriale, si trova che:
(Creative-based Strategies in Small and Medium-sized Cities: Guidelines for Local Authorities)
La Commissione Europea, nel progetto relativo al “Secondo Audit urbano”, realizzato nel 2002, riferendosi all'importante ruolo svolto in Europa dalle città di media dimensione individua “100 città con un numero di abitanti compreso fra 50.000 e 250.000”. Anche Eurotowns, il network che riunisce le città europee di medie dimensioni, utilizzando il solo criterio quantitativo, promuove e dà voce ai comuni che hanno una popolazione compresa tra i 50 e i 250 000 abitanti. In linea con questa taglia dimensionale Giovanni Tocci che in un suo studio “Città, politiche e strumenti di governance. La pianificazione strategica in alcune città medie italiane” definisce:
(Giovanni Tocci,“Città, politiche e strumenti di governance. La pianificazione strategica in alcune città medie italiane”)
In occasione della XXXIXa Conferenza dello IUFA Klaus R. Kunzman, invece, le definisce in questo modo:
(Klaus R. Kunzman,“Medium sized towns, Strategic planning and creative governance in the south Baltic Arc”)

### Definizioni qualitative
Tra i diversi metodi qualitativi proposti, Enrica Lemmi, classifica i comuni in base alla loro dotazione funzionale in città “grandi”, “medie”, “piccole” e “non città”; mentre una metodologia elaborata in Germania utilizza la centralità della città come criterio principale per definire quali possano essere considerate come medie o piccole. Tale sistema tiene conto della prossimità o meno di alcune funzioni essenziali (ospedali, università, scuole…) nel territorio cittadino.
Frédéric Santamaria, nel saggio “La notion de "ville moyenne" en France, en Espagne et au Royaume-Uni”, evidenzia la vaghezza della nozione di città media in tre nazioni come la Francia, la Spagna e l'Inghilterra. In quest'ultimo paese la nozione fa riferimento, prevalentemente, al solo criterio dimensionale, per cui sono città medie quelle con popolazione compresa tra 25.000 e 120 000 abitanti. Negli altri due paesi è rilevante il criterio dimensionale e quello funzionale legato al ruolo della città.
Negli strumenti di programmazione della regione Campania, la metodologia di selezione delle città medie, per finalità di riparto di risorse, è incentrata sull'applicazione sequenziale di tre criteri all'insieme dei comuni. Il primo di questi criteri riguarda la dimensione demografica dei comuni: sono considerate città medie quelle che hanno una popolazione superiore ai 50 000 abitanti. Il secondo corrisponde al criterio di disagio potenziale abitativo, desunto dai dati relativi alla condizione delle abitazioni ed al loro uso nei singoli comuni della regione; il terzo corrisponde al criterio di disagio socioeconomico, anch'esso frutto di elaborazioni condotte su dati di carattere economico, della condizione sul mercato del lavoro, ecc. relativi alla popolazione residente nei singoli comuni.

## Le città medie italiane

### Metodologia
Per giungere alla definizione esposta precedentemente riguardo alle città medie italiane, la metodologia utilizzata dal Centro si fonda su un'analisi che ha considerato le caratteristiche demografiche ed economico-produttive dei comuni italiani, nonché i “ruoli” funzionali ed amministrativi da questi rivestiti.
Pertanto l'universo delle città medie è stato individuato in due step successivi, combinando i seguenti criteri: la presenza di una taglia demografica minima, di un centro amministrativo rilevante e riconosciuto, nonché di un polo di offerta di servizi basilari ed essenziali. 
Nella prima fase sono stati selezionati i comuni con una popolazione superiore ai 45 000 abitanti, che non fossero città metropolitane, ma che risultassero “poli urbani”, nonché specializzati nel settore economico secondario o terziario, per un totale di 94 amministrazioni. In questo primo stadio la dimensione abitativa minima è stata desunta da un'analisi incrociata delle variabili considerate a livello comunale: scandagliando i dati per classi di ampiezza demografica con un “passo” prima di 5.000 e poi di 10 000 abitanti è emerso che la prima fascia dalla quale oltre la metà dei comuni risultassero “poli” e quindi centri di offerta di servizi essenziali è quella che comprendeva i comuni in cui vivono tra 45.000 e 55.000 residenti. Tale classe inoltre è la prima ad essere composta per almeno un quarto (il 27,3%) da capoluoghi di provincia. Nella seconda fase sono stati aggiunti tutti i capoluoghi di provincia con più di 45.000 cittadini non inclusi nella prima fase, sempre al netto delle città metropolitane, nonché il Comune di Aosta, unico capoluogo di regione non rientrante nelle precedenti definizioni, per un totale di 105 città medie.

### Elenco delle città medie italiane
| Regione               | N. città medie per regione | Nome delle 104 città medie |
| --------------------- | -------------------------- | --- |
| Piemonte              | 6                          | Alessandria, Asti, Cuneo, Moncalieri, Novara, Vercelli                                                                                      |
| Valle d'Aosta         | 1                          | Aosta |
| Lombardia             | 15                         | Bergamo, Brescia, Busto Arsizio, Como, Cremona, Gallarate, Lecco, Legnano, Mantova, Monza, Pavia, Rho, Sesto San Giovanni, Varese, Vigevano |
| Trentino-Alto Adige   | 2                          | Bolzano, Trento |
| Veneto                | 5                          | Padova, Rovigo, Treviso, Vicenza |
| Friuli-Venezia Giulia | 3                          | Pordenone, Trieste, Udine |
| Liguria               | 3                          | La Spezia, Sanremo, Savona |
| Emilia-Romagna        | 9                          | Carpi, Ferrara, Forlì, Modena, Parma, Piacenza, Ravenna, Reggio Emilia, Rimini                                                              |
| Toscana               | 11                         | Arezzo, Carrara, Empoli, Grosseto, Livorno, Lucca, Massa, Pisa, Pistoia, Prato, Siena                                                       |
| Umbria                | 3                          | Foligno, Perugia, Terni |
| Marche                | 5                          | Ancona, Ascoli Piceno, Fano, Pesaro, San Benedetto del Tronto                                                                               |
| Lazio                 | 8                          | Anzio, Cassino, Civitavecchia, Frosinone, Latina, Rieti, Tivoli, Viterbo                                                                    |
| Abruzzo               | 4                          | Chieti, L'Aquila, Pescara, Teramo |
| Molise                | 1                          | Campobasso |
| Campania              | 9                          | Avellino, Benevento, Caserta, Cava de'Tirreni, Nocera Inferiore, Pozzuoli, Salerno, Scafati, Torre del Greco                                |
| Puglia                | 7                          | Andria, Barletta, Brindisi, Foggia, Lecce, Taranto, Trani                                                                                   |
| Basilicata            | 2                          | Matera, Potenza |
| Calabria              | 4                          | Catanzaro, Cosenza, Crotone, Lamezia Terme                                                                                                  |
| Sicilia               | 6                          | Agrigento, Caltanissetta, Gela, Ragusa, Siracusa, Trapani                                                                                   |
| Sardegna              | 2                          | Olbia, Sassari |

## Le città medie tedesche
Portano il titolo di "Città media" (in tedesco Mittelstadt) alcune città del Land tedesco della Saarland che, oltre ai compiti tipici di un comune, svolgono anche quelli delle comunità amministrative della Germania.
Il titolo è attribuito a tutte le città del Land con popolazione superiore ai 30 000 abitanti che non sono capoluoghi di circondario.

### Lista delle "Città medie" in Germania
- St. Ingbert
- Völklingen

### Altre categorie di città tedesche constatusspeciale
- Grande città di circondario (Große kreisangehörige Stadt), in Brandeburgo, Renania Settentrionale-Vestfalia, Renania-Palatinato, Schleswig-Holstein e Turingia
- Media città di circondario (Mittlere kreisangehörige Stadt), nella Renania Settentrionale-Vestfalia
- Grande città circondariale (Große Kreisstadt), in Baden-Württemberg, Baviera, Sassonia
- Grande città indipendente (Große selbständige Stadt), in Bassa Sassonia
- Comune indipendente (Selbständige Gemeinde), in Bassa Sassonia
- Città con status speciale (Sonderstatusstadt), in Assia